# Miss Vermont USA
 (13 novembre 2016).

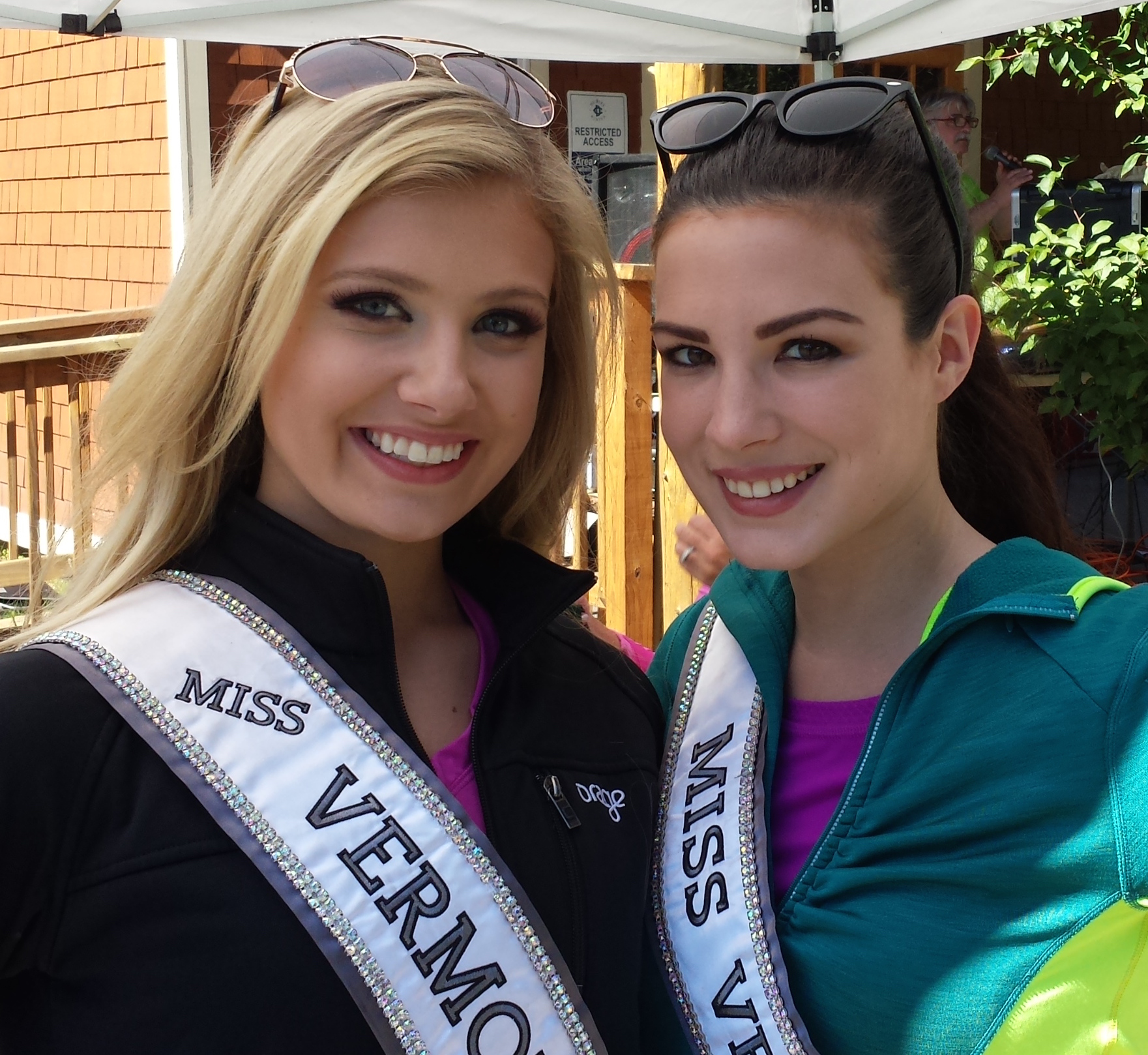
Miss Vermont Teen USA, Alexandra Marek et Miss Vermont USA, Jackie Croft. (de gauche à droite)La photo a été prise lors de la Green Mountain Iron Dog competition de 2015.

Miss Vermont USA, est un concours de beauté féminin, pour les jeunes femmes âgées de 17 à 27 ans, vivant dans l'Etat du Vermont, la gagnante est qualifiée pour Miss USA.

## Vainqueurs
| Année | Nom                           | Domicile         | Âge1 | Classement à Miss USA | Prix spéciaux à Miss USA | Notes |
| ----- | ----------------------------- | ---------------- | ---- | --------------------- | ------------------------ | --- |
| 2024  | Samantha Vocatura             | Stowe            | 27   |                       |                          | Miss World Vermont 2023 |
| 2023  | Jenna Howlett                 | Bridport         | 21   |                       |                          | Miss Vermont Teen USA 2019 |
| 2022  | Kelsey Golonka                | Montpelier       | 23   | Top 12                |                          | Miss Vermont Teen USA 2017 et Top 15 a Miss Teen USA 2017 |
| 2021  | Joanna Nagle                  | Colchester       | 27   |                       |                          | |
| 2020  | Shannah Weller                | Middlebury       | 23   |                       |                          | |
| 2019  | Bethany Garrow                | Rutland          | 20   |                       |                          | |
| 2018  | Maia-Jena Allo                | Burlington       | 19   |                       |                          | |
| 2017  | Madison Cota                  | Bellows Falls    | 20   |                       |                          | Miss Vermont Teen USA 2014 |
| 2016  | Neely Fortune                 | Burlington       | 24   |                       |                          | |
| 2015  | Jackie Croft                  | Burlington       | 23   |                       |                          | Candidate à National Sweetheart 2012 |
| 2014  | Gina Bernasconi               | Colchester       | 19   |                       |                          | |
| 2013  | Sarah Westbrook               | Burlington       | 25   |                       |                          | |
| 2012  | Jamie Dragon                  | Milton           | 25   |                       |                          | |
| 2011  | Lauren Carter                 | Burlington       | 21   |                       |                          | |
| 2010  | Nydelis Ortiz                 | Essex            | 20   |                       |                          | |
| 2009  | Brooke Werner                 | Granville        | 22   |                       |                          | |
| 2008  | Kim Tantlinger                | Burlington       | 22   |                       |                          | |
| 2007  | Jessica May Comolli           | Montpelier       | 22   |                       |                          | |
| 2006  | Amanda Gilman                 | Danville         | 20   |                       |                          | |
| 2005  | Amanda Mitteer                | Brattleboro      | 26   |                       |                          | |
| 2004  | Michelle Fongemie             | Williston        | 26   |                       | Miss Congeniality        | Current delegate supervisor of the Miss Connecticut USA, Miss Connecticut Teen USA, Miss Massachusetts USA, Miss Massachusetts Teen USA, Miss Vermont USA, and Miss Vermont Teen USA pageants |
| 2003  | Jennifer Ripley               | Barre            |      |                       |                          | Previously Miss Vermont Teen USA 1999, Later Mrs. Vermont America 2009 under her married name, Jennifer Bisson.                                                                               |
| 2002  | Brooke Elizabeth Angus        | Essex            |      |                       |                          | Miss World USA 2006, contestant at Miss World 2006. |
| 2001  | Katy Johnson                  | Burlington       |      |                       |                          | Participante à Miss Vermont 1999, Miss Oktoberfest 1998 et Miss Floride 1998, Miss United States Teen 1995.                                                                                   |
| 2000  | Katie Bolton                  | Colchester       |      |                       |                          | |
| 1999  | Nicole Lewis                  | Windsor          |      |                       |                          | |
| 1998  | Catherine Bliss               | Burlington       |      |                       |                          | Participante à Miss New York Teen USA 1990 |
| 1997  | Lisa Jean Costantino          | Burlington       |      |                       |                          | |
| 1996  | Nancy Anne Roberts            | Middlebury       |      |                       |                          | |
| 1995  | Jennifer Cazeault             | Winooski         |      |                       |                          | |
| 1994  | Christy Ann Beltrami          | Williston        |      |                       |                          | Participante à Miss Vermont Teen USA 1987 |
| 1993  | Jodi Sicely                   | Burlington       |      |                       |                          | |
| 1992  | Bonnie Kittredge              | Burlington       |      |                       |                          | |
| 1991  | Margaret Corey                | Brattleboro      |      |                       |                          | |
| 1990  | Stephanie Bessey              | Chester          |      |                       |                          | |
| 1989  | Stacey M. Palmer              | Burlington       |      |                       |                          | |
| 1988  | Stacy James Sisson            | Rutland          |      |                       |                          | |
| 1987  | Carole Woodworth              | North Bennington |      |                       |                          | |
| 1986  | Tracey D. Morton              | Rutland          |      |                       |                          | |
| 1985  | Angie Cummingham              | Rutland          |      |                       |                          | |
| 1984  | Sue O'Brien                   | Waterbury Center |      |                       |                          | |
| 1983  | Leslie Lucchina               | Barre            |      |                       |                          | |
| 1982  | Georgia Marie Davis           | Bennington       | 22   | Demi-finaliste        |                          | |
| 1981  | Jeannette Wulff               | Montpelier       |      |                       |                          | |
| 1980  | Judi Mason                    | Randolph         | 17   |                       |                          | |
| 1979  | Katherine Rechsteiner         | Sugarbush Valley |      |                       |                          | Participante à Miss Vermont 1975 |
| 1978  | Nancy Jeanne Wierzbicki       | Rutland          |      |                       | Miss Congénitale         | |
| 1977  | Anne Kent                     | Castleton        | 18   |                       |                          | Participante a Miss Monde Vermont 1978 |
| 1976  | Susan Parsons                 | Poultney         |      |                       |                          | |
| 1975  | Constance Crabtree            | Poultney         |      |                       | Miss Congeniality        | |
| 1974  | Donna Sue Thorton             | Poultney         |      |                       | Miss Congénitale         | |
| 1973  | Bonnie Height                 | Poultney         |      |                       |                          | |
| 1972  | Stacey Becker                 | Poultney         |      |                       |                          | |
| 1971  | Sandra Bette Taft             | West Dover       | 24   | Demi-finaliste        |                          | |
| 1970  | Cynthia "Cindy" Jurewicz      | West Dover       |      |                       |                          | |
| 1969  | Mary Verdiani                 | Montpelier       | 19   | 1re dauphine          | Miss Congenital          | |
| 1968  | Susan Glynn                   | Mt. Snow         |      |                       |                          | |
| 1967  | Elaine Farrell                | Burlington       |      |                       |                          | |
| 1966  | Peggy Eckert                  | West Burke       |      |                       |                          | |
| 1965  | Andrea Kenyon                 | North Bennington |      |                       |                          | |
| 1964  | Freda Elaine Betts            | Bennington       |      |                       |                          | |
| 1963  | Ellen "Bunny" Centerbar       | North Bennington |      |                       |                          | |
| 1962  | Barbara "Bobby" Ann Kearney   | Springfield      |      |                       |                          | |
| 1961  | Susan Nielson                 | Poultney         |      |                       |                          | |
| 1960  | Carole Mary Demas             | Burlington       |      |                       |                          | |
| 1959  | Sandra Laquerre               | Barre            |      |                       |                          | |
| 1958  | Doreen Patricia McNamee       | Brattleboro      |      |                       |                          | Participante à Miss Sun Fun USA 1960 |
| 1957  | Marjorie Link                 | East Harwick     |      |                       |                          | |
| 1956  | Dolores Wettack               | Westminster      |      |                       |                          | |
| 1955  | Carlene King Johnson          | Rutland          | 22   | Miss USA 1955         |                          | Demi-finaliste à Miss Univers 1955 Participante à Miss Vermont 1953, Finaliste à National Press Photographers 1954                                                                            |
| 1954  | Georgia Laurise               | New Haven, CT    | 24   |                       |                          | Real name "Mrs. Josephine DeMatteis" |
| 1953  | Kathleen Marie Eugenia Surrel | Brooklyn, NY     | 22   |                       |                          | |
| 1952  | Elizabeth Whitcomb            | Essex Junction   |      |                       |                          | |

1 Âge durant l'élection de Miss USA.